# Georges Pilley
Georges Pilley, né le 16 octobre 1885 à Saint-Germain (Haute-Saône) et mort le 3 février 1974  à Villersexel, est un peintre français.

## Biographie
Georges Aimé Joseph Alexandre Pilley est le fils de Aimé Louis Léon Pilley, dentiste, et de Joséphine Grandthiebaud.
Il entre dans l'atelier de Fernand Cormon, poussé par Raoul Dufy.
Peintre de genre et portraitiste, il signe Géo CIM (en hommage à Albert Cim).
Durant la guerre, il est chasseur alpin et dentiste. Il est blessé lors de la Bataille du Chemin des Dames. Il ressort du conflit honoré de 3 citations, la médaille militaire, la croix de guerre avec palmes.
Amateur de sport, il peint une montée du calvaire (ascension du Tourmalet) dédiée à Henri Desgrange.
Il participe aux  compétitions artistiques des Jeux olympiques d'été de 1924.

## Publications
- Montmartre, mon vieux village, souvenirs 1900-1914[2]

.

## Source de la traduction
- (en) Cet article est partiellement ou en totalité issu de l’article de Wikipédia en anglais intitulé « Georges Pilley » (voir la liste des auteurs).